# Lago Dilolo
Lago Dilolo är en sjö i Angola.   Den ligger i provinsen Moxico, i den östra delen av landet, 1 000 kilometer öster om huvudstaden Luanda. Lago Dilolo ligger 1 086 meter över havet. Arean är 18,9 kvadratkilometer. Den sträcker sig 5,6 kilometer i nord-sydlig riktning, och 8,8 kilometer i öst-västlig riktning.
I omgivningarna runt Lago Dilolo växer huvudsakligen savannskog. Runt Lago Dilolo är det mycket glesbefolkat, med 2 invånare per kvadratkilometer.